# Toomas Sulling

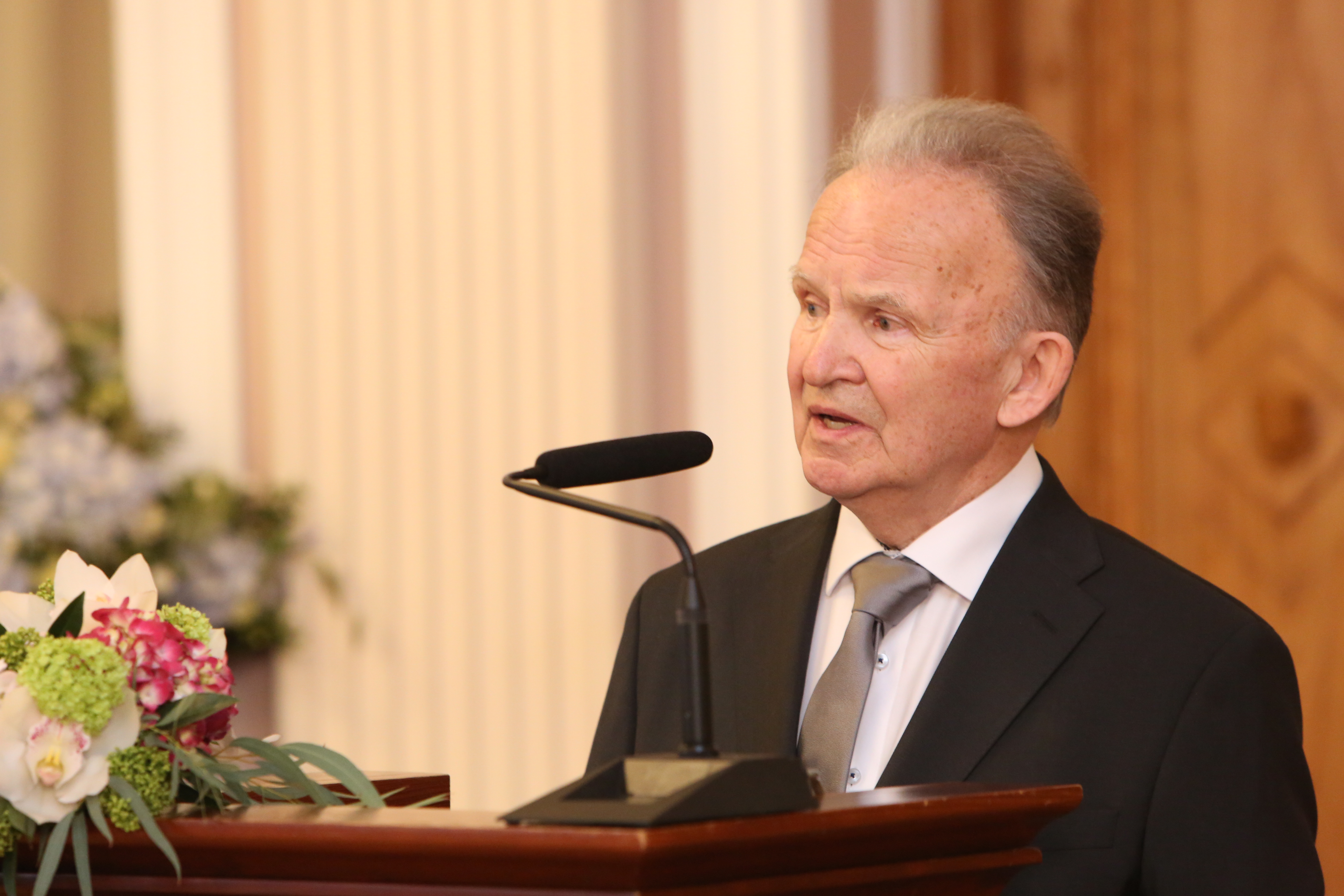
Toomas Sulling (2021)

Toomas Sulling (nascido a 15 de fevereiro de 1940, em Tallinn) é um cirurgião cardiovascular da Estónia especializado em cirurgia de revascularização do miocárdio. Ele é considerado o pioneiro da cirurgia de revascularização do miocárdio na Estónia.
Em 1964 ele formou-se na Universidade de Tartu.
De 1979 a 1987, foi chefe do departamento de cardiologia e cirurgia coronária do Instituto de Patologia Geral e Molecular.
De 1987 a 1995 ele foi o diretor do Centro do Coração da Estónia (em estoniano:  Eesti Südamekeskus). Em 1995, ele tornou-se no chefe da Clínica de Cirurgia Cardiovascular do Hospital Mustamäe.